# Meteorologický radar Brdy - Praha
Meteorologický radar Brdy - Praha slouží jako meteorologický radar, televizní vysílač a převaděč nacházející se na druhém nejvyšším vrcholu Brd, Praze. Stavba je i s radarem vysoká 56 metrů, je tvořena železobetonem a byla postavena v roce 1999 jako náhrada za zastaralou meteorologickou věž Libuš. Úpatí se nachází ve výšce 860 m n. m. Z ochozu radarové věže v nadmořské výšce 916 m je za dobré viditelnosti kruhový rozhled na Šumavu, Krušné hory, Krkonoše a další české pohraniční hory.

## Radar
Uvnitř se nachází meteorologický radar sloužící k detekci srážkové oblačnosti. Spolu s radarem na Skalkách na Moravě je součástí radarové sítě ČHMÚ. Při maximálním dosahu 256 km radar pokrývá celé území Čech. Signál je vysílán v krátkých pulsech na frekvenci 5630 MHz. Interval měření je 5 min. Digitální zpracování přijatého signálu umožňuje vytvářet aktuální mapy srážkového pole o vysokém prostorovém rozlišení 1 km. Mezi roky 1999 až 2015 zde fungoval radar, který byl v roce 2015 nahrazen novým radarem typu Vaisala WRM200. Z většiny byl financován Evropskou unií.